# Севр
Севр (фр. Sèvres) — коммуна в юго-западных предместьях Парижа, располагается в 9,9 км от центра столицы.
Население 22 700 жителей (1999). Плотность — 5806 человек на км².
Знаменита Севрской фарфоровой мануфактурой и штаб-квартирой Международного бюро мер и весов.

## История

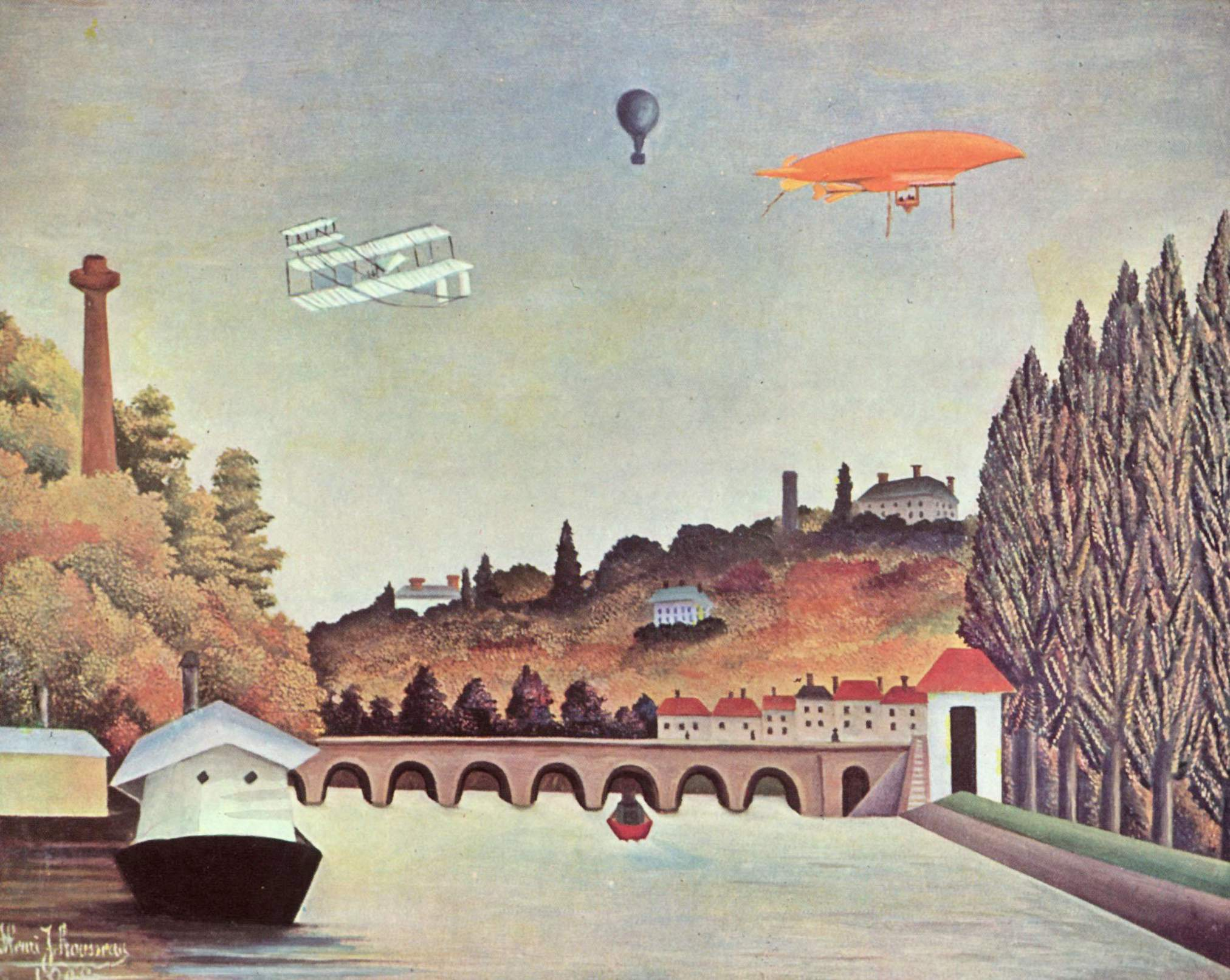
Таможенник Руссо, Вид моста в Севре, 1908

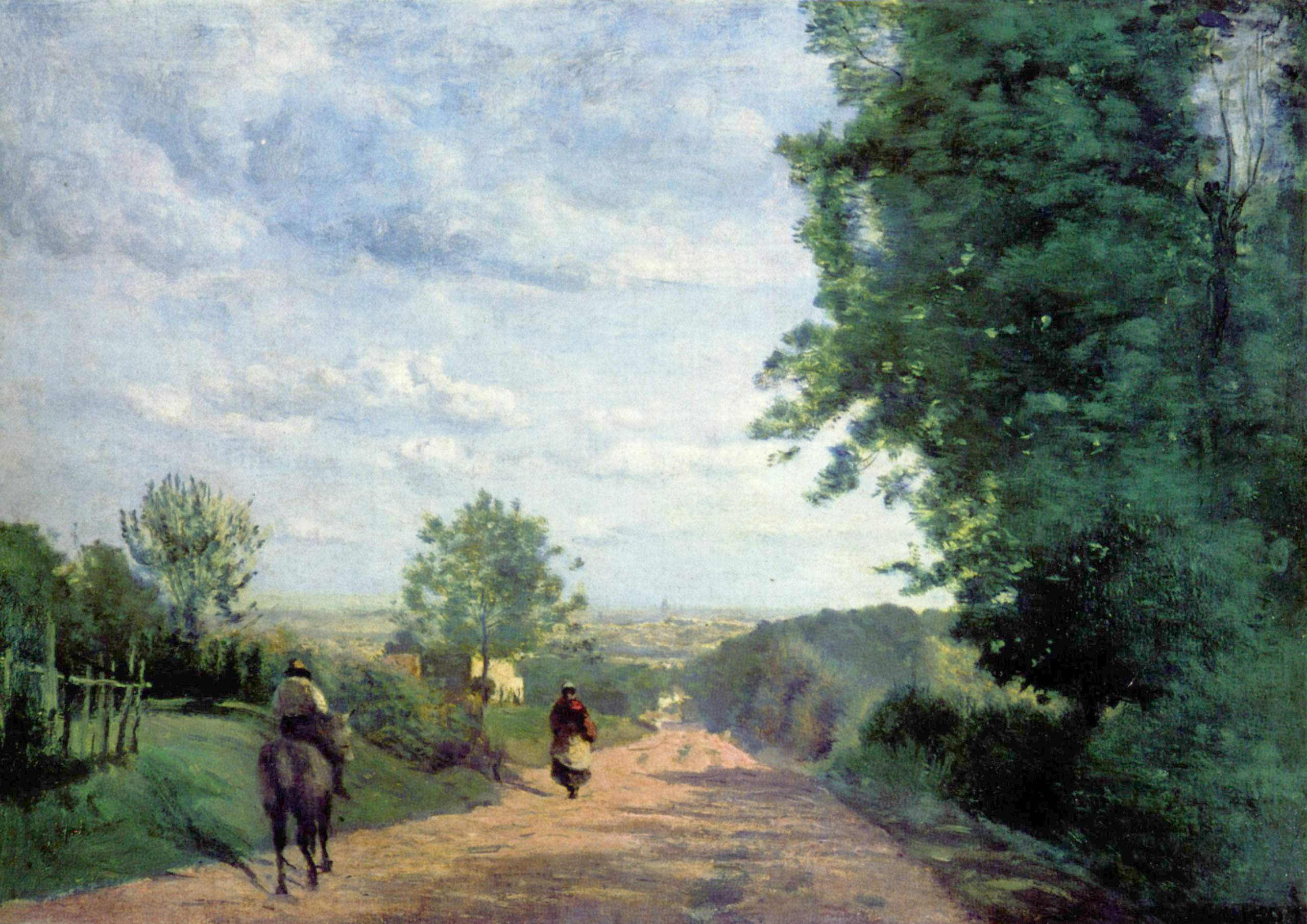
Коро, Дорога на Севр, 1855—1865

Севр существовал ещё в 560 году, когда святой Герман, епископ Парижа, исцелил там больную и построил там церковь. Нынешняя и многократно переделанная церковь Святого Ромена де Блайя датируется XIII веком. Там был величественный замок Маркиза де Помпадур.
В 1750 году генеральные откупщики основали фарфоровую мануфактуру, которая принадлежала маркизу де Фульви. В 1756 году мадам де Помпадур перевела фарфоровую мануфактуру из Венсена в Севр. Его поселили на месте Гвиарды, бывшего курорта Лулли. В 1760 году Людовик XV выкупил мануфактуру, которая, таким образом, стала «королевской».
Возведение севрского моста, который был деревянным, был начат в камне в 1809 году и закончен в 1820 году.
В 1815 году жители Севра, объединившись с несколькими солдатами, попытались оказать сопротивление пруссакам, которые оккупировали Севр и разграбили его, несмотря на капитуляцию, подписанную в Сен-Клу.
20 мая 1875 года: после подписания в Париже метрической конвенции, которая, в частности, определила создание нового прототипа измерительного эталона из иридиевой платины, он сдан в Международное бюро мер и весов (BIPM) в павильоне Бретей в парке Сен-Клу. Французское правительство «предложило это здание» Международному бюро весов и измерений. Главный павильон находился тогда в состоянии, близком к разорению, в результате франко-прусской войны 1870 года. Таким образом, ремонт был взят на себя международным бюро.
Во время катастрофического разлива Сены в 1910 года Севр затоплен, как и близлежащие города, расположенные вдоль реки.
10 августа 1920 года в Большом зале в Севре, в котором в настоящее время находится Музей фарфора, был подписан Севрский мирный договор между Антантой и её союзниками с одной стороны и Османской империей с другой.
21-24 октября 1956 года был заключён Севрский протокол, который представляют собой тайное соглашение из семи пунктов, в котором в письменном виде заключено трехстороннее соглашение между Израилем, Францией и Великобританией в ответ на национализацию Суэцкого канала президентом Египта Насером.